# Samuel Robison

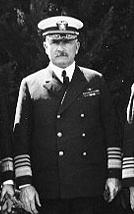
Samuel Robison (1925)

Samuel Shelburne Robison (* 10. Mai 1867 im Juniata County, Pennsylvania; † 20. November 1952 in Glendale, Kalifornien) war ein US-amerikanischer Admiral und von 1925 bis 1926 Oberbefehlshaber der US-Flotte.

## Leben
Robison trat am 4. September 1884 in die US-Marineakademie in Annapolis, Maryland, ein. Nach deren Abschluss 1888 diente er zwei Jahre als Seekadett auf der Omaha auf der Asiatischen Station und wurde am 1. Juli 1890 zum Ensign (d. i. Leutnant zur See) ernannt.
1891 wechselte er, immer noch auf der Asiatischen Station, auf die Boston und diente von 1893 an auf der Thetis, bis er 1895 zum Mare Island Navy Yard beordert wurde. 1896 kehrte er zur Asiatischen Station und auf die Boston zurück. Im August 1899 wurde er zum League Island Navy Yard in Philadelphia, Pennsylvania, beordert. Am 15. September 1900 ging er an Bord der USS Alabama und wurde zwei Jahre später auf den Torpedobootzerstörer USS Hull versetzt. Von September 1904 bis zum Juli 1906 arbeitete er im Bureau of Equipment in Washington, D.C. und erhielt dann wieder ein Bordkommando, zunächst als Navigator auf der USS Tennessee, dann als Erster Offizier auf der USS Pennsylvania.
Nach einer weiteren Zeit im Bureau of Engineering übernahm er am 25. Oktober 1911 das Kommando über die Cincinnati, ein Schiff der Asiatischen Flotte. Nach seiner Rückkehr in die Vereinigten Staaten im April 1914 wurde er Kommandierender Offizier der Jupiter. Am 1. Juli 1914 wurde er zum Kapitän zur See befördert. Er blieb bis zum 8. August auf der Jupiter.
Am 12. Oktober 1915 übernahm er das Kommando auf der USS South Carolina und blieb bis nach dem Eintritt der USA in den Ersten Weltkrieg am 6. April 1917 auf diesem Posten. Von Juli 1917 bis zum September 1918 war er Kommandeur der Atlantischen U-Bootflotte (Atlantic Submarine Force) und zusätzlich Generalinspekteur der U-Boote. Für seine Verdienste in dieser Zeit wurde er mit dem Navy Cross ausgezeichnet und von Georg V. zum Companion of the Bath (CB) ernannt.
Im Oktober 1918 übernahm er den Befehl über das 3. Geschwader der Patrol Force und wurde im nächsten Monat zusätzlich Befehlshaber im Marinedistrikt Brest in Frankreich. Im November wurde er zum US-amerikanischen Vertreter in der Kommission ernannt, die die Marineangelegenheiten des Waffenstillstandsvertrags mit Deutschland zu vollstrecken hatte (Naval Armistice Commission). Nach seiner Rückkehr in die Vereinigten Staaten im März 1919 wurde er Kommandant des Marinestützpunkts in Boston, Massachusetts (Boston Navy Yard) und war vom 3. Juni 1921 bis zum 21. Oktober 1922 Militärgouverneur in Santo Domingo.
Von Dezember 1922 bis Juni 1923 war Robison Mitglied des General Board of the Navy und wurde am 30. Juni 1923 im temporären Rang eines Admirals Kommandierender Admiral der Schlachtflotte (Battle Fleet) und von August 1925 bis 1926, mit der USS Seattle als Flaggschiff, Oberbefehlshaber der United States Fleet (CINCUS). Sein Stabschef als CINCUS war der zukünftige 5-Sterne-Admiral Chester W. Nimitz. Danach wurde er im permanenten Rang eines Konteradmirals Befehlshaber im 13. Marinedistrikt. Von Juni 1928 bis zu seinem Ruhestand im Juni 1931 war er Superintendent der Marineakademie in Annapolis.
Nach seiner Zurruhesetzung war Robison noch für einige Jahre Superintendent der Admiral-Farragut-Akademie in Toms River, New Jersey.
Samuel Robison war seit 1898 mit Mary Louise Clark (1870–1940), der Tochter des Admirals Charles E. Clark (1843–1922), verheiratet. Er ist gemeinsam mit seiner Frau im Familiengrab Clark-Robison auf dem Nationalfriedhof Arlington beigesetzt.
Der 1959 auf Kiel gelegte Zerstörer Robison ist nach Admiral Robison benannt.

## Werke
- mit Mary L. Robison: A History of Naval Tactics From 1530 to 1930. The Evolution of Tactical Maxims. United States Naval Institute, Annapolis MD 1942.